# Santo Antônio do Içá
Santo Antônio do Içá est une municipalité brésilienne de l'État d'Amazonas .